# Acteana
Acteana is een geslacht van rechtvleugeligen uit de familie veldsprinkhanen (Acrididae). De wetenschappelijke naam van dit geslacht is voor het eerst geldig gepubliceerd in 1896 door Karsch.

## Soorten
Het geslacht Acteana omvat de volgende soorten:
- Acteana alazonica Karsch, 1896
- Acteana neavei Bolívar, 1912